# The Birds (phim)
The Birds là một bộ phim kinh dị năm 1963 của Mỹ được đạo diễn và sản xuất bởi Alfred Hitchcock, dựa trên câu chuyện cùng tên năm 1952 của Daphne du Maurier. Nó tập trung vào một loạt các cuộc tấn công chim bất ngờ, không giải thích được về những người của Vịnh Bodega, California trong một vài ngày.
Ngôi sao điện ảnh Rod Taylor và Tippi Hedren (trong màn ra mắt của cô), được hỗ trợ bởi Jessica Tandy, Suzanne Pleshette và Veronica Cartwright. Kịch bản là bởi Evan Hunter, người được Hitchcock phát biểu để phát triển các nhân vật mới và một cốt truyện phức tạp hơn trong khi vẫn giữ được danh hiệu và khái niệm về những cuộc tấn công chim không giải thích được của du Maurier.
Trong năm 2016, The Birds được coi là "văn hóa, lịch sử, hoặc có ý nghĩa về mặt thẩm mỹ" của Thư viện Quốc hội Hoa Kỳ, và được chọn để bảo tồn trong Viện lưu trữ phim quốc gia Hoa Kỳ.

## Diễn viên
- Tippi Hedren trong vai Melanie Daniels
- Rod Taylor trong vai Mitchell "Mitch" Brenner
- Jessica Tandy trong vai Lydia Brenner
- Suzanne Pleshette trong vai Annie Hayworth
- Veronica Cartwright trong vai Cathy Brenner
- Ethel Griffies trong vai bà Bundy, nhà nghiên cứu chim
- Charles McGraw trong vai Sebastian Sholes, ngư dân
- Lonny Chapman trong vai Deke Carter, chủ quán trọ
- Doreen Lang là mẹ cuồng loạn
- Karl Swenson trong vai Drunken "Nhà Tiên Tri"
- Joe Mantell trong vai Doanh nhân hoài nghi
- Ruth McDevitt trong vai bà MacGruder, chủ tiệm chim
- Malcolm Atterbury trong vai Phó Post Malone
- John McGovern làm Thư ký Thư
- Richard Deacon với tư cách là người hàng xóm của Mitch ở San Francisco
- Elizabeth Wilson trong vai Helen Carter, vợ của Deke
- Doodles Weaver trong vai ngư dân giúp thuê thuyền
- William Quinn trong vai Sam - Man trong bữa tối
- Alfred Hitchcock trong vai cameo chữ ký như một người đàn ông dắt chó ra khỏi cửa hàng thú cưng vào đầu bộ phim. Họ là hai Sealyham Terrier của riêng anh ấy, Geoffrey và Stanley.[3]
- Morgan Brittany trong vai Schoolchild / Brunette Girl tại Tiệc sinh nhật (không được công nhận) uncredited)[4]
- Jeannie Russell trong vai học sing (không được công nhận)[5]
- Darlene Conley trong vai nữ bồi bàn (không được công nhận) [6]
- Dallas McKennon là Sam the Cook (không được công nhận) [7]